# Power Paola
Power Paola (née Paola Andrea Gaviria Silguero le 20 juin 1977 à Quito dans l'Équateur) est une caricaturiste et dessinatrice colombo-équatorienne de bande dessinée. 
Elle est l'auteure des romans graphiques Virus Tropical (2011), Por Dentro (2012), Diario (2013), qp (2014), Todo Va a Estar Bien (2015) et Nos vamos (2016),.
Son travail traite des thèmes de la sexualité, du féminisme, de la famille et de l'identité personnelle. Elle est membre du collectif international de bandes dessinées Chicks on Comics.

## Biographie

### Jeunesse
Paola Gaviria, connue sous le nom de plume Power Paola, est née à Quito, en Équateur le 20 juin 1977. Pendant que sa mère était enceinte, un médecin affirmait avec insistance qu'elle n'était pas enceinte mais qu'elle était victime d'un « virus tropical. »
Sa famille déménage à Cali, en Colombie, quand elle a treize ans. Elle étudie à la Fondation universitaire des Beaux-Arts à Medellín, où elle a cofonde le collectif artistique Taller 7. 
Elle se décrit comme une « nomade » et vit alternativement à Sydney, Paris, San Salvador et Bogota, bien que depuis elle réside surtout à Buenos Aires.

### Bandes dessinées
Power Paola œuvre d'abord comme artiste peintre, puis elle se met à découvrir le travail d'artistes de la bande dessinée comme Marjane Satrapi et Julie Doucet. Elle commence à dessiner des bandes dessinées à 27 ans, pour se divertir et raconter sa vie tout en travaillant dans une cuisine à Sydney.
Elle a d'abord auto-publié ses bandes dessinées sur Flickr et sous forme de zines imprimés. En 2011, l'éditeur argentin Editorial Comun publie son roman graphique Virus tropical, qui raconte l'histoire de son enfance et de son adolescence comme fille rebelle au sein d'une famille colombienne conservatrice dominée par des femmes à la forte personnalité. 
Le livre est salué par la critique et republié en anglais et en français par Random House / Mondadori . Les critiques apprécient son style de dessin détendu et sa voix intime. À propos de Virus tropical, le critique Josep Oliver a déclaré : « En utilisant un style naïf fortement expressif, Paola crée une bande dessinée très personnelle, avec une voix féminine claire, qui est un porte-étendard de la bande dessinée de ces latitudes ». La critique Abril Castillo Cabrera a comparé la lecture du livre à la visite d'un thérapeute, écrivant que Power Paola crée « une atmosphère à laquelle nous pouvons accéder, une histoire avec un début et une fin, une élaboration de sa vie et un pont qui tend à la vie des autres qui l'a lu ».
Son œuvre est présentée à la Fundacion PROA à Buenos Aires dans le cadre de l'exposition Chicks on Comics « Long Distance Relationship » en 2017.
Virus tropical est adapté au cinéma, avec un film paru en 2017,.

## Albums
- Virus tropical, 2011 ; édition française : Virus tropical, L'Agrume, janvier 2013, 157 planches  (ISBN 979-10-90743-06-9).
- Por Dentro, 2012.
- Diario, 2013.
- qp, 2014.
- Todo Va a Estar Bien, 2015 ; édition française : Tout va bien se passer, L'agrume, février 2017, 160 planches  (ISBN 979-10-90743-23-6).
- Nos vamos, 2016.